# Giovanni Manfrinato
Giovanni Manfrinato (Cavarzere, 31 luglio 1920 – ...) è stato un calciatore italiano, di ruolo difensore.

## Carriera
Cresciuto nell'U.S. Saviglianese, con cui gioca nella stagione 1945-1946, prende parte a tre campionati di Serie B, collezionando 99 presenze con le maglie di Carrarese, Reggiana e Parma, e altri tre campionati di Serie C con il Parma, durante i quali totalizza 56 presenze e 2 gol.